# Wolfram Baentsch
Wolfram Baentsch (* 15. Juli 1939 in Schneidemühl, Grenzmark Posen-Westpreußen) ist ein deutscher Wirtschaftsjournalist. Er war Chefredakteur der Wirtschaftswoche und Vizechefredakteur von Die Welt. Er ist Mitglied des Rates der Stadt Köln als Vertreter der AfD.

## Leben
Baentsch studierte Wirtschaftswissenschaften und Germanistik an der Universität Hamburg. Als Diplom-Handelslehrer begann er 1966 seine Karriere als Journalist beim Hamburger Wochenblatt Der Spiegel. Er arbeitete später für die Zeitungen Handelsblatt und Capital und wurde 1980 Gründungschefredakteur des Unternehmermagazins Impulse, das von Gruner + Jahr vertrieben wird. 1984 verließ er Impulse, um Chefredakteur der Wirtschaftswoche zu werden. Bis kurz vor seiner Pensionierung war er Ressortleiter Wirtschaft und Vize-Chefredakteur der Welt. 1995 führte er noch einmal das Magazin Impulse, von dem er sich 1996 mit der höchsten Auflage seit Gründung in den Ruhestand verabschiedete. Zudem war er u. a. Dozent an der Justus-Liebig-Universität Gießen.
Im Ruhestand begann er die Barschel-Affäre zu recherchieren, zu der er 2006 das Buch Der Doppelmord an Uwe Barschel. Neue Fakten und Hintergründe zur größten Politaffäre der Bundesrepublik veröffentlichte. 2008 wurde eine erweiterte Neuauflage von Baentschs Buch veröffentlicht.
Bei den Kommunalwahlen in Nordrhein-Westfalen 2014 kandidierte Baentsch im Wahlkreis 17 (Sülz II) für die Partei Alternative für Deutschland (AfD) für den Rat der Stadt Köln. Am 1. November 2017 rückte er in den Rat nach.
Baentsch ist verheiratet und Vater von zwei Kindern. Er lebt in Köln.

## Auszeichnungen
- 1995: Bundesverdienstkreuz am Bande, für „seinen Einsatz beim Aufbau journalistischer Strukturen in den neuen Bundesländern“ (7. November 1994)[3]

## Schriften
- Mit Alfred Preuss: Das Geld für Ihr Haus. Die optimale Formel zur Baufinanzierung. Ein Capital-Ratgeber. Mosaik Verlag, München 1976, ISBN 3-570-05439-X.
- Der Doppelmord an Uwe Barschel. Die Fakten und Hintergründe. Herbig, München 2006, ISBN 978-3-7766-2489-2.